# ハイヴァン峠
ハイヴァン峠 (ハイヴァンとうげ、ベトナム語：Đèo Hải Vân / 𡸇海雲)は、ベトナム中部にある峠である。
曲がりくねった道路は、フエとダナンの間を通行する運転手にとって、長い間試練の道であったが、ハイヴァントンネルが完成してからは車の流れも安全性も向上している。海雲関またはコル・デ・ニュアージュ（仏: col des Nuages）とも。

## 概要
ベトナムの西部を南北に走るアンナン山脈はこの地で東に膨らみ、ハイヴァン岬とソンチャ島を形成する（右図参照）。ハイヴァン峠はこの海に付き出した岬を通過するため、常に霧がたちこめ、これが「海雲（ハイヴァン）」という地名のもとになった。
歴史的には大越とチャンパ王国の境界に、現在ではダナン直轄市とフエの境界になっている。気候的にはベトナムの北西から吹く「中国の風」がこの峠によって遮られ、南北ベトナム間の気候の境界を形成している。
冬（11月〜3月）の間、ハイヴァン峠の南側は気温が高く空気は乾燥するが、北側は寒冷かつ高湿になることがある。
ハイヴァン峠はその景色の美しさで知られている。BBCの自動車番組「トップ・ギア」の司会者ジェレミー・クラークソンは、2008年の番組で「デザートに飾り付けられた完璧なリボンのような美しさ。世界でもっとも美しい海岸道路のひとつ」と称した 。

## 歴史
ハイヴァン峠はベトナムの歴史において戦略の要地であり続け、長い間にわたって北部と中央部の間を移動しようとする軍隊にとっての重大な障壁だった。1世紀のなかば、漢の将軍馬援はベトナム北部を平定した後、ここに青銅の柱を立て漢の南限の境界にしようとした。馬援はまたこの地に屯田兵も置いたが、2世紀に漢が崩壊した時にはこの漢人の中から林邑王国（チャンパ王国の前身）の創始者が現れた。

## 交通
ハイヴァン峠には2つの主要なルートが通っている。ベトナムの主要な南北縦貫道路の国道1A号線、そして南北鉄道である。
国道は標高476 mの狭くて急カーブが連続する峠道を越える。鉄道はいくつかのトンネルを通り抜けながら、より海沿いのルートを海岸線を抱くように進む。
東南アジア最長のトンネルであるハイヴァントンネル(6280m)は2000年から工事を開始し2005年に供用開始。対向2車線でフエ側の北料金所・ダナン側の南料金所が設置されている。従来の峠道より内陸側にルートが取られており、少なくとも1時間は行程を短くしている。
なお、長大トンネルであることから危険物積載車両と動物運搬車両、二輪車は通行禁止となっている。